# Próba tuberkulinowa

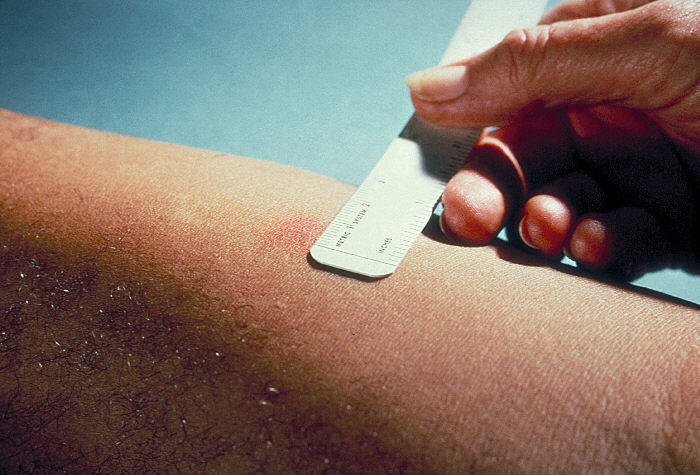
Odczyt próby tuberkulinowej Mantoux

Próba tuberkulinowa – rodzaj badania diagnostycznego wykonywanego dla sprawdzenia stanu przeciwgruźliczej odpowiedzi immunologicznej organizmu.

## Ogólna zasada działania
Próba tuberkulinowa polega na celowym wywołaniu odczynu alergicznego poprzez podanie tuberkuliny.
Jest to proste badanie, przydatne szczególnie w akcjach masowych szczepień u dzieci i młodzieży.
Wykonuje się je przede wszystkim w celu sprawdzenia stanu odporności przeciw gruźlicy i stwierdzenia czy konieczne jest podanie dawki przypominającej szczepionki BCG, poza tym u dzieci, które nie były szczepione, a w wywiadzie rodzinnym występuje kontakt z chorym na gruźlicę.

Najczęściej spotyka się:
- próba tuberkulinowa Mantoux - wykonywana w Polsce
- próba tuberkulinowa Pirqueta
- próba tuberkulinowa Moro - w Polsce niestosowana

## Analiza rezultatu

### Wynik ujemny
Ujemna próba tuberkulinowa może świadczyć o braku odporności przeciwgruźliczej i konieczność zaszczepienia tej osoby. Rzadziej jest to stan anergii.

### Wynik dodatni
Dodatnia próba tuberkulinowa świadczy o prawidłowej odpowiedzi na zastosowane szczepienie, więc doszczepienie nie jest konieczne. Czasem odporność przeciwgruźliczą zyskuje się przez kontakt i samoistne zwalczenie infekcji przez organizm.
Nadmiernie dodatnia próba tuberkulinowa może świadczyć o aktywnym procesie gruźliczym toczącym się w organizmie, lecz wymaga to potwierdzenia lub wykluczenia innymi badaniami.

## Przeciwwskazania

### Wynik fałszywie ujemny
Próba tuberkulinowa wypada fałszywie ujemnie, i jest nieskuteczna, u osób z anergią i upośledzeniem układu odpornościowego z różnych przyczyn.

Odczyn może być fałszywie ujemny w:
- sarkoidozie
- grypie
- odrze
- krztuścu
- mykoplazmatycznym zapaleniu płuc (anergia na ok. 4 tygodnie)
- ostro przebiegającej gruźlicy np. gruźlica prosówkowa
- przy stosowaniu leków immunosupresyjnych np. kortykosterydów

### Wynik fałszywie dodatni
Wynik fałszywie dodatni uzyskuje się w reakcji krzyżowej z innymi prątkami (MOTT i Mycobacterium leprae, który wywołuje trąd).

Przeczytaj ostrzeżenie dotyczące informacji medycznych i pokrewnych zamieszczonych w Wikipedii.